# Gens Velia
La gens Velia era una gens plebea. Il primo console fu Decimo Velio Fido nel 144 d.C.

## Origine
I Velii presero probabilmente il nomen dal colle Velia o dalla città di Elea-Velia.

## Cognomina
I cognomina utilizzata dai Velii sono Rufus, Celer, Fidus, Longus, Senex e Cerealis. Geniali, Higyno.

## Membri
- Gaio Velio, un edile menzionato in un'iscrizione ritrovata a Praeneste, datata al 14/16 d.C.[5]
- Velio Cerealis o Cerialis, amico di Plinio il Giovane, al quale inviò due lettere.[6][7]
- Velio Paolo, proconsole della Bitinia e Ponto dal 79 all'80.[7][8]
- Velio Longo, grammatico vissuto ai tempi di Traiano o Adriano, autore del De Orthographia e di un commentario dell'Eneide.[9]
- Velio Celere, grammatico vissuto ai tempi di Adriano.[7][10]
- Decimo Velio Fido, consul suffectus nel 144 d.C. e forse governatore della Siria nel 150. Probabilmente fu il  pontefice Velio Fido menzionato in un'iscrizione del 155.[1]
- Velio Cornificio Gordiano, consul suffectus nel  275.[11]
- Velia Pumidia Maximilla, moglie del senatore Aurelio Propinquus, sepolto a Nepete in Etruria.[7][12]

### Velii Rufi
- Gaio Velio Rufo, governatore della Pannonia e Dalmazia tra il 90 e il 93.[13]
- Velio Rufo Senex, corrispondente di Marco Cornelio Frontone e forse padre di Decimo Velio Rufo Giuliano, console nel 178.[7]
- Decimo Velio Rufo Giuliano, console nel 178, fu condannato a morte da Commodo nel 183.[14][15]